# Protógenes José Luft
Protógenes José Luft SdC (* 6. Mai 1949 in Palmeira das Missões, Rio Grande do Sul) ist ein brasilianischer römisch-katholischer Ordensgeistlicher und emeritierter Bischof von Barra do Garças.

## Leben
Protógenes José Luft trat der Ordensgemeinschaft der Diener der Nächstenliebe bei und empfing am 7. Dezember 1975 die Priesterweihe.
Papst Johannes Paul II. ernannte ihn am 26. Januar 2000 zum Koadjutorbischof von Barra do Garças. Der Erzbischof von Porto Alegre, Altamiro Rossato CSsR, spendete ihm am 26. März desselben Jahres die Bischofsweihe; Mitkonsekratoren waren Antônio Sarto SDB, Bischof von Barra do Garças, und José Ivo Lorscheiter, Bischof von Santa Maria. Als Wahlspruch wählte er PROPTER CARITATEM.
Mit dem Rücktritt Antônio Sartos SDB am 23. Mai 2001 folgte er ihm als Bischof von Barra do Garças nach.
Am 18. Oktober 2023 nahm Papst Franziskus das von Protógenes José Luft vorzeitig vorgebrachte Rücktrittsgesuch an.